# Слобідські люди
Слобідські люди, Слобожани — стан Московії (Русі, Росії), жителі слобод (рід посада) і посадів, жителі слободи, слобідки.

## Опис
Жителі посад і слобід називалися люди, з додаванням епітету: посадські, чорної сотні, або певної слободи.
За майновою ознакою (як і всі стани Московії, Русі) слобідське населення ділилося на людей кращих, середніх та молодших (менших, молодших). Поділ слобідських людей на такі частини проводився за величиною їхніх промислів та доходів.
Мешканці слобід повинні були бути приписані до посади, і складати одне з ними тягло. Багато слободи було заведено боярами чи приватними власниками. Мешканці таких слобід не несли тягла. Тому в 1648 наказано такі слободи приписати до посад у тягло.
Тягло розписувалося за кількістю дворів, а чи не за чисельністю населення. При записі в тяглову соху записували менше дворів кращих людей, і більше менших людей. Таким чином, найкращі люди платили більше, ніж менші люди.